# Strigilis (przyrząd)

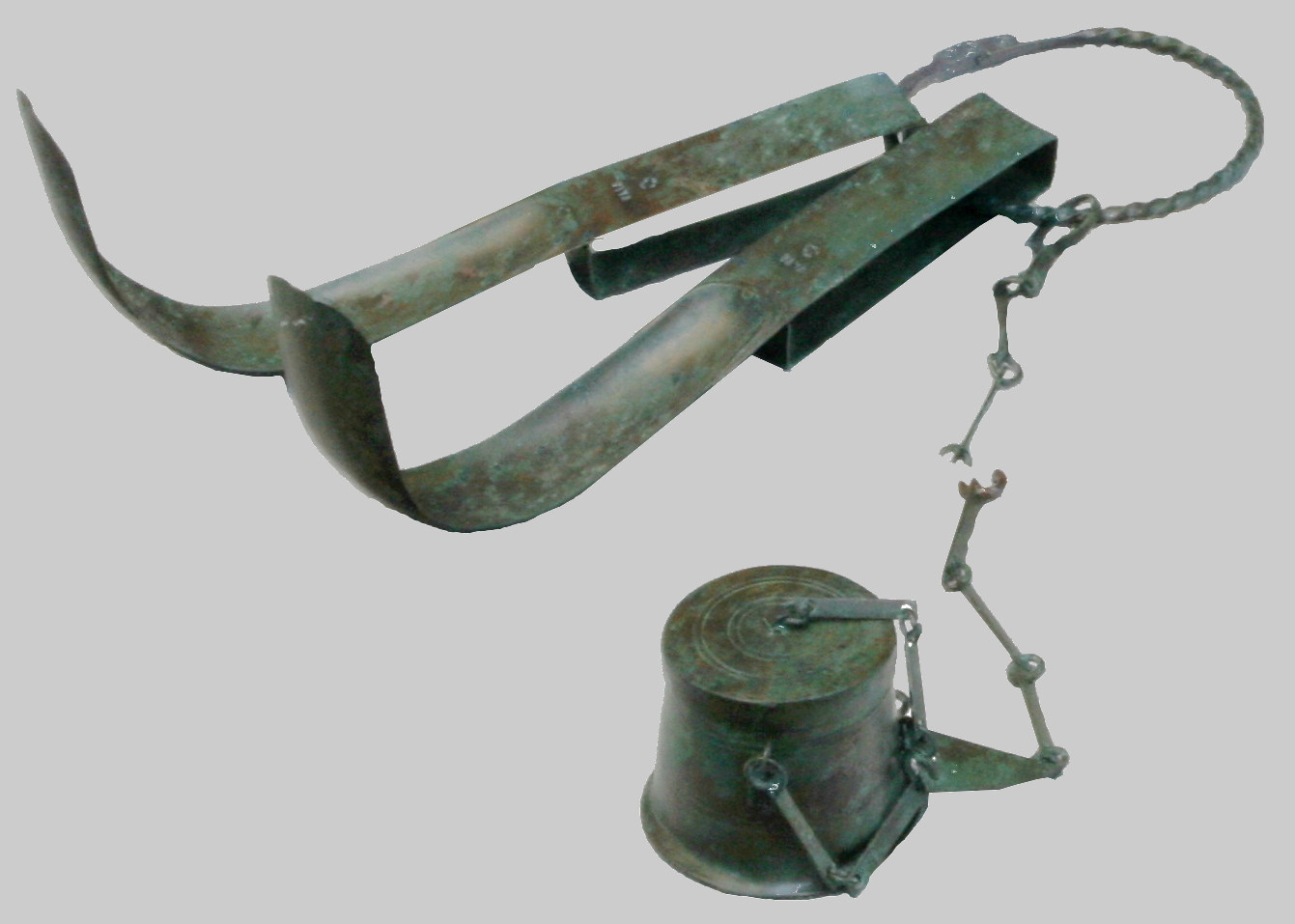
Para rzymskich strygili z naczynkiem (I w. n.e.)

Strigilis, strygila (łac. strĭgĭlĭs od stringō – oczyścić z czegoś, skrobać, zeskrobać; stgr. στλεγγίς stlengís albo ξύστρα ksýstra) – w starożytności zakrzywiona skrobaczka służąca do zabiegów higieny osobistej.
Była to podłużna, wąska płytka z metalu lub kości o nieco wklęsłym i wygiętym w kształcie sierpa zakończeniu ze stępionym ostrzem. Pierwotnie, u starożytnych Greków, stosowana głównie przez atletów (zapaśników) przed umyciem do zeskrobywania ze skóry oliwy, którą namaszczano ciało dla osłabienia chwytu przeciwnika. Później, w Rzymie ze skrobaczki takiej korzystano dość powszechnie – mężczyźni po zakończonych ćwiczeniach fizycznych, kobiety do usuwania wonnych olejków i maści.
Strygili używano nie tylko do usuwania zanieczyszczeń (oliwy, potu, kurzu i błota) z ciał starożytnych zapaśników czy sportowców ćwiczących w gimnazjonach i palestrach, ale również podczas zabiegów higienicznych przez Rzymian korzystających z łaźni prywatnych i publicznych. Ostrza o długości od 16 do 30 cm wykonywano przede wszystkim z metalu (brązu, żelaza, a nawet srebra, złota, elektronu czy ołowiu), lecz także z rogu, kości, kamieni ozdobnych bądź z twardego drewna (np. hebanu). Często zdobione były ornamentem geometrycznym lub figuralnym, niekiedy nosiły inskrypcje. Znaleziska archeologiczne dowodzą, że do zestawu dwóch (lub więcej) strygili zwykle dołączano metalowe naczynka albo niewielkie aryballosy zawierające oleiste pachnidła kosmetyczne.
W Grecji alabastron i gąbka do mycia oraz skrobaczka stanowiły już obowiązkowe wyposażenie dzieci i młodzieży płci męskiej (paides) w wieku 12-15 lat korzystających zwyczajowo z ćwiczeń gimnastycznych w palestrze. Przed zajęciami uczestnicy myli się namaszczając następnie oliwą i wcierając w ciało piasek albo pył przesiewany przez palce; po zajęciach zeskrobywano je za pomocą tej zakrzywionej, rynienkowatej szpachelki i obmywano się ponownie.
W rzymskich termach zabiegów z użyciem skrobaczek dokonywano na ogół w pomieszczeniu caldarium, dokąd przechodzono po skorzystaniu z łaźni suchej (sudatorium – potni) i chłodzono się oraz oczyszczano przy basenie labrum. Ponieważ samodzielnie było to niemożliwe, zwykle korzystano z płatnej pomocy innych osób lub z własnych niewolników. W malarstwie nowożytnym podobne czynności zostały przedstawione przez Lawrence Alma-Tademę w nastrojowej scenie rodzajowej z rzymskich term, zatytułowanej Strygile i gąbki. Ze świadectwa Swetoniusza wiadomo, że nadużywanie skrobaczki mogło skutkować trwałymi uszkodzeniami skóry (Żywoty cezarów, Boski August 80).
Terminem tym określa się także esowate kanelury, ułożone równolegle na bokach sarkofagów, trzonach kolumn, oraz pilastrach.